# Sezon snookerowy 2021/2022
Sezon snookerowy 2021/2022 – seria turniejów snookerowych rozgrywanych między 18 lipca 2021 a 2 maja 2022 roku.

## Gracze
W sezonie 2021/2022 bierze udział 128 profesjonalnych zawodników, z czego 64 zawodników z rankingu zarobkowego na koniec poprzedniego sezonu i kolejne 32 zawodników obsadzonych z automatu graczami, którzy w zeszłym roku otrzymali kartę gry na okres 2 lat. Osiem kolejnych miejsc uzupełniają najlepsi gracze z rankingu obejmującego tylko jeden sezon, którzy nie zakwalifikowali się do gry z innej listy, kolejne dwa miejsca obsadzone zawodnikami z EBSA Qualifying Tour Play-Offs, dwóch zawodników pochodzi z Światowa Kobiet Tour Kwalifikowali, i kolejne dwanaście miejsc dla najlepszych zawodników z Q School. Reszta miejsc dla zawodników z turniejów amatorskich i nominowanych dziką kartą.
|  | Ranking jednoroczny 1. Chang Bingyu 2. Igor Figueiredo 3. Xu Si 4. Louis Heathcote 5. Chen Zifan 6. Jamie O’Neill 7. Andy Hicks 8. Gerard Greene CBSA China Tour 1. Wu Yize 2. Zhang Jiankang 3. Cao Yupeng 4. Zhang Anda World Women’s Snooker Tour 1. Reanne Evans 2. Ng On Yee Deferred Tour Place 1. Andrew Pagett | Q School 1. Peter Lines 2. Fraser Patrick 3. Jackson Page 4. Yuan Sijun 5. Barry Pinches 6. Craig Steadman 7. Michael Judge 8. Alfred Burden 9. Ian Burns 10. Lei Peifan 11. Dean Young 12. Duane Jones Order of Merit 1. Hammad Miah 2. Mitchell Mann Specjalne nominacje 1. Marco Fu 2. Jimmy White |

## Kalendarz
Kalendarz najistotniejszych (w szczególności rankingowych) turniejów snookerowych w sezonie 2021/2022.

| Daty  | Daty  | Gospodarz         | Nazwa turnieju        | Miejsce                         | Miasto        | Zwycięzca         | Finalista         | Wynik |
| ----- | ----- | ----------------- | --------------------- | ------------------------------- | ------------- | ----------------- | ----------------- | ----- |
| 18.07 | 13.08 | Anglia            | Championship League   | Leicester Arena                 | Leicester     | David Gilbert     | Mark Allen        | 3–1   |
| 16.08 | 22.08 | Anglia            | British Open          | Leicester Arena                 | Leicester     | Mark Williams     | Gary Wilson       | 6–4   |
| 09.10 | 17.10 | Irlandia Północna | Northern Ireland Open | Waterfront Hall                 | Belfast       | Mark Allen        | John Higgins      | 9–8   |
| 01.11 | 07.11 | Anglia            | English Open          | Marshall Arena                  | Milton Keynes | Neil Robertson    | John Higgins      | 9–8   |
| 15.11 | 21.11 | Anglia            | Champion of Champions | Bolton Whites Hotel             | Bolton        | Judd Trump        | John Higgins      | 10–4  |
| 23.11 | 05.12 | Anglia            | UK Championship       | Barbican Centre                 | York          | Zhao Xintong      | Luca Brecel       | 10–5  |
| 06.12 | 12.12 | Walia             | Scottish Open         | Venue Cymru                     | Llandudno     | Luca Brecel       | John Higgins      | 9–5   |
| 13.12 | 19.12 | Anglia            | World Grand Prix      | Coventry Building Society Arena | Coventry      | Ronnie O’Sullivan | Neil Robertson    | 10–8  |
| 09.01 | 16.01 | Anglia            | Masters               | Alexandra Palace                | Londyn        | Neil Robertson    | Barry Hawkins     | 10–4  |
| 20.01 | 23.01 | Anglia            | Shoot Out             | Leicester Arena                 | Leicester     | Hossein Vafaei    | Mark Williams     | 1–0   |
| 26.01 | 30.01 | Niemcy            | German Masters        | Tempodrom                       | Berlin        | Zhao Xintong      | Yan Bingtao       | 9–0   |
| 20.12 | 04.02 | Anglia            | Championship League   | Leicester Arena                 | Leicester     | John Higgins      | Stuart Bingham    | 3–2   |
| 07.02 | 13.02 | Anglia            | Players Championship  | Aldersley Leisure Village       | Wolverhampton | Neil Robertson    | Barry Hawkins     | 10–5  |
| 21.02 | 27.02 | Anglia            | European Masters      | Marshall Arena                  | Milton Keynes | Fan Zhengyi       | Ronnie O’Sullivan | 10–9  |
| 28.02 | 06.03 | Walia             | Welsh Open            | Celtic Manor Resort             | Newport       | Joe Perry         | Judd Trump        | 9–5   |
| 07.03 | 13.03 | Turcja            | Turkish Masters       | Nirvana Cosmopolitan Hotel      | Antalya       | Judd Trump        | Matthew Selt      | 10–4  |
| 24.03 | 26.03 | Gibraltar         | Gibraltar Open        | Europa Sports Complex           | Gibraltar     | Robert Milkins    | Kyren Wilson      | 4–2   |
| 28.03 | 03.04 | Walia             | Tour Championship     | Venue Cymru                     | Llandudno     | Neil Robertson    | John Higgins      | 10–9  |
| 16.04 | 02.05 | Anglia            | Mistrzostwa Świata    | Crucible Theatre                | Sheffield     | Ronnie O’Sullivan | Judd Trump        | 18–13 |

| Turnieje rankingowe          |
| Inne turnieje, nierankingowe |

## Przyznawane nagrody pieniężne w turniejach
| Nazwa turnieju              | O 144 | O 128 | O 112  | O 96   | O 80    | O 64   | O 48    | O 32    | O 24   | O 16    | Ćwierćfinał | O 6    | Półfinał | Finalista | Zwycięzca |
| --------------------------- | ----- | ----- | ------ | ------ | ------- | ------ | ------- | ------- | ------ | ------- | ----------- | ------ | -------- | --------- | --------- |
| Championship League Snooker | –     | £0    | –      | £1 000 | –       | £2 000 | –       | £4 000  | £5 000 | £6 000  | £8 000      | £9 000 | £11 000  | £23 000   | £33 000   |
| British Open                | –     | £0    | –      | –      | –       | £3 000 | –       | £5 000  | –      | £7 000  | £12 000     | –      | £20 000  | £45 000   | £100 000  |
| Northern Ireland Open       | –     | £0    | –      | –      | –       | £3 000 | –       | £4 000  | –      | £7 500  | £10 000     | –      | £20 000  | £30 000   | £70 000   |
| English Open                | –     | £0    | –      | –      | –       | £3 000 | –       | £4 000  | –      | £7 500  | £10 000     | –      | £20 000  | £30 000   | £70 000   |
| UK Championship             | –     | £0    | –      | –      | –       | £6 500 | –       | £12 000 | –      | £17 000 | £24 500     | –      | £40 000  | £80 000   | £200 000  |
| Scottish Open               | –     | £0    | –      | –      | –       | £3 000 | –       | £4 000  | –      | £7 500  | £10 000     | –      | £20 000  | £30 000   | £70 000   |
| World Grand Prix            | –     | –     | –      | –      | –       | –      | –       | £5 000  | –      | £7 500  | £12 500     | –      | £20 000  | £40 000   | £100 000  |
| Shoot-Out                   | –     | £250  | –      | –      | –       | £500   | –       | £1 000  | –      | £2 000  | £4 000      | –      | £8 000   | £20 000   | £50 000   |
| German Masters              | –     | £0    | –      | –      | –       | £3 000 | –       | £4 000  | –      | £5 000  | £10 000     | –      | £20 000  | £35 000   | £80 000   |
| Players Championship        | –     | –     | –      | –      | –       | –      | –       | –       | –      | £10 000 | £15 000     | –      | £30 000  | £50 000   | £125 000  |
| European Masters            | –     | £0    | –      | –      | –       | £3 000 | –       | £4 000  | –      | £6 000  | £11 000     | –      | £17 500  | £35 000   | £80 000   |
| Welsh Open                  | –     | £0    | –      | –      | –       | £3 000 | –       | £4 000  | –      | £7 500  | £10 000     | –      | £20 000  | £30 000   | £70 000   |
| Turkish Masters             | –     | £0    | –      | –      | –       | £3 500 | –       | £5 500  | –      | £7 500  | £12 500     | –      | £20 000  | £45 000   | £100 000  |
| Gibraltar Open              | –     | £0    | –      | –      | –       | £2 000 | –       | £3 000  | –      | £4 000  | £5 000      | –      | £6 000   | £20 000   | £50 000   |
| Tour Championship           | –     | –     | –      | –      | –       | –      | –       | –       | –      | –       | £20 000     | –      | £40 000  | £60 000   | £150 000  |
| Mistrzostwa Świata          | £0    | –     | £5 000 | –      | £10 000 | –      | £15 000 | £20 000 | –      | £30 000 | £50 000     | –      | £100 000 | £200 000  | £500 000  |